# Église Saint-Martin-des-Gaules de Noisy-le-Grand
L'église Saint-Martin-des-Gaules, est une église catholique traditionaliste située à Noisy-le-Grand, rue Jules-Ferry. Elle est consacrée à saint Martin, apôtre des Gaules.

## Présentation
Cette église est une chapelle catholique de style roman et au sein de laquelle est pratiquée la forme tridentine du rite romain.
L'église initiale, édifiée vers 1860, se trouvait à Fiol, dans la ville de Saint-Martin-de-Saint-Maixent, dans les Deux-Sèvres.
Menaçant de tomber en ruine, elle est acquise et entièrement démontée en 1992 par un marchand de matériaux anciens de Châtellerault. En 1994, celui-ci propose ces matériaux à l'Association noiséenne catholique pour la continuité du rite dans l'Église (ANCRE), soit 220 tonnes de pierres « essentielles » de la chapelle. Elle est alors remontée pierre par pierre, chacune étant numérotée, à Noisy-Le Grand.
Elle est consacrée le 11 novembre 1997 par Mgr Bernard Fellay, supérieur général de la Fraternité sacerdotale Saint-Pie-X (FSSPX), malgré la manifestation hostile menée par plusieurs organisations politiques et syndicales de gauche. Elle possède un clocher-mur en sa façade avant et est ornée de modillons sur son contour. Les Noiséens peuvent généralement rencontrer, depuis 2009, la communauté de cette église lors de la procession dans les rues de Noisy-le-Grand, à l'occasion de la Fête-Dieu.(jour des premières communions)